# Společně 2014
Společně 2014, celý názvem maďarsky Együtt – a Korszakváltók Pártja, byla v letech 2012 až 2018 levicová politická strana v Maďarsku, která se neúspěšně pokusila v parlamentních volbách 2014 a volbách 2018 porazit tehdejšího pravicového premiéra Viktora Orbána a jeho stranu Fidesz.

## Historie
Strana vznikla 26. října 2012. Jeho ústřední postavou a kandidátem na premiéra byl Gordon Bajnai, předseda úřednické vlády Maďarska v letech 2009 až 2010. Ačkoliv se původně mělo jednat o předvolební alianci různých svazů, stran a hnutí, přetransformovalo se 8. března 2013 v samostatnou politickou stranu, což bylo úředně potvrzeno 5. července téhož roku. Nejprve začala spolupracovat s odpadlíky z LMP, kteří založili novou zelenou stranu Dialog za Maďarsko (PM). Spolu s ní vstoupila v lednu 2014 do koalice dalších středo-levicových stran s názvem Összefogás pro parlamentní volby 2014. Na základě výsledků a přepočtu mandátů získalo hnutí Együtt 2014 tři poslanecké mandáty (Péter Kónya, Szabolcs Szabó, Zsuzsanna Szelényi) a PM jeden mandát (Tímea Szabó).
Spolupráce E14-PM přetrvala i ve volbách do EP 2014, kdy měly tyto strany společnou kandidátku a tento postup jim přinesl zisk jednoho europoslance, kterým se stal Benedek Jávor, tehdejší spolupředseda PM.
V parlamentních volbách 2018 hnutí obdrželo pouze 0,66% hlasů odevzdaných na celostátní kandidátní listiny. Jediným úspěchem bylo zvolení Szabolcse Szabó, který byl zvolen poslancem v parlamentním jednomandátovém volební obvodu Budapest 17. OEVK se sídlem ve XXI. obvodu Csepel, a v Zemském sněmu vstoupil do parlamentní frakce zeleného hnutí Politika může být jiná.
Z důvodu volebních neúspěchu se dne 2. června 2018 hnutí samo rozpustilo.

## Členské subjekty
- Egymillióan a magyar sajtószabadságért (Milla)
- Haza és Haladás Egyesület
- Magyar Szolidaritás Mozgalom

## Osobnosti strany

### Předsedové
- 2013–2015: Viktor Szigetvári, Péter Kónya a Péter Juhász
- 2015–2017: Viktor Szigetvári
- 2017–2018: Péter Juhász

### Poslanci parlamentu

#### 7. volební období (2014–2018)
- Péter Kónya
- Szabolcs Szabó
- Zsuzsanna Szelényi

#### 8. volební období (2018–2022)
- Szabolcs Szabó (člen parlamentní frakce LMP)

## Volební výsledky

### Volby do Zemského sněmu
| Volby | Počet hlasů | Hlasy v % | Počet mandátů | Mandáty v % | Úloha v parlamentu |
| ----- | ----------- | --------- | ------------- | ----------- | ------------------ |
| 20141 | 1 290 806   | 25,57     | 3             | 1,5         | opozice            |
| 20182 | 37 561      | 0,66      | 1             | 0,5         | opozice            |

1: Společně 2014 kandidovalo ve volební koalici Összefogás (MSZP–E14–PM–DK–MLP).

2: Za Společně 2014 získal mandát poslance pouze Szabolcs Szabó, který vstoupil do frakce LMP.

### Volby do Evropského parlamentu
| Volby | Počet hlasů | Hlasy v % | Počet mandátů | Politická skupina EP | Evropská strana |
| ----- | ----------- | --------- | ------------- | -------------------- | --------------- |
| 20141 | 168 076     | 7,25      | 1             | G-EFA                | EGP             |

1: Strana měla jednotnou kandidátku s Párbeszéd Magyarországért. První zvolený europoslanec Gordon Bajnai (E14) ihned odstoupil ve prospěch druhého v pořadí, kterým byl Benedek Jávor (PM).